# Nadia, Butterfly
Pour plus de détails, voir Fiche technique et Distribution.
Nadia, Butterfly est un film dramatique québécois réalisé par Pascal Plante et sorti en 2020.

## Synopsis
Nadia est une nageuse de papillon canadienne. Aux Jeux olympiques de Tokyo de 2020 (le film est tourné avant la pandémie), elle termine 4e sur le 100 mètres papillon en individuel. Le relais 4X100 mètres 4 nages dames est ensuite sa dernière course. Elle a en effet décidé de mettre fin à sa carrière de nageuse professionnelle pour reprendre ses études de médecine. Une fois la course terminée, Nadia se retrouve face à son avenir inconnu, elle dont toute la vie avait été jusque-là totalement encadrée. Après une nuit de fête très arrosée avec d’autres sportifs olympiques, Nadia erre dans Tokyo. Elle retrouve ses coéquipiers et coéquipières pour le retour, apaisée.

## Fiche technique
Source : IMDb
- Titre original : Nadia, Butterfly
- Réalisation : Pascal Plante
- Scénario : Pascal Plante
- Conception artistique : Joêlle Péloquin
- Décors : Gabrielle Bossé-Beal
- Costumes : Renée Sawtelle
- Maquillage : Tammy-Lou Pate
- Photographie : Stéphanie Weber Biron
- Son : Martyne Morin, Olivier Calvert,  Stéphane Bergeron
- Montage : Amélie Labrèche
- Production : Dominique Dussault (en)
- Production exécutive : Sylvain Corbeil
- Société de production : Nemesis Films
- Société de distribution : Maison 4:3
- Pays de production :  Canada
- Tournage : Montréal, Saint-Hyacinthe et Tokyo été 2019
- Langue originale : français et anglais
- Format : couleur — format d'image : 1,50:1  — son Dolby numérique
- Genre : drame sportif
drame psychologique
- Durée : 107 minutes
- Dates de sortie :
  - Canada : 18 septembre 2020 (sortie en salle au Québec)
  - France : 16 octobre 2020 (La Roche-sur-Yon)
  - France : 4 août 2021 (sortie en salle)

## Distribution
- Katerine Savard : Nadia Beaudry
- Ariane Mainville : Marie-Pierre Nadeau
- Hilary Caldwell : Karen Hill
- Cailin McMurray : Jessica Peckham
- Pierre-Yves Cardinal : Sébastien, l'entraîneur
- John Ralston : Greg Dale,  entraîneur en chef Canada
- Amélie Marcil : la massothérapeute
- Eli Jean Tahchi : l'escrimeur libanais
- Andrew Di Prata : le rameur italien
- Marie-José Turcotte : l'animatrice télé
- Andrew Simms (en) : relationniste de presse Canada